# Климовиця (Люблінське воєводство)
Климовиця (пол. Klimowica) — частина села Переорськ у Польщі, в Люблінському воєводстві Томашівського повіту, ґміни Томашів.

## Історія
Первісним населенням Климовиці були русини, які компактно проживали на своїх історичних землях. 